# Kimcshi pokkumbap
A kimcshi pokkumbap  (hangul:  김치 볶음밥, RR: kimchi bokkeumbap) koreai egytálétel, mely rizsből és kimcshi (kimchi)ből készül, a többi alapanyag ízlés szerint variálható. A sült rizses kimcshi az egyik legtöbbet készített otthoni étel, de kifőzdékben is kapható.
Olyannyira alapételnek számít, hogy a populáris kultúrában is megjelent, az 1980-as években népszerű énekes, Pjon Dzsinszop (변진섭, Byeon Jin-seop) arról énekelt, hogy a kedvese tudjon kimcshi pokkumbap (kimchi bokkeumbap)ot készíteni, a K-pop 21. századi híressége, Taeyang pedig az I Need a Girl című dalában olyan barátnőre vágyik, aki szereti ezt az ételt.